# Сарафіна! (фільм)
Сарафіна! — це музична драма 1992 року, заснована на однойменному мюзиклі Мбонгені Нгеми 1987 року. Режисером фільму став Даррелл Рудт, а сценарій написали Нгема та Вільям Ніколсон, а в головних ролях — Лелеті Хумало, Міріам Макеба, Джон Кані, Нгема та Вупі Голдберг.
Прем'єра фільму відбулася 11 травня 1992 року на Каннському кінофестивалі.

## Сюжет
Сюжет зосереджується на студентах, які беруть участь у повстанні Соуето, виступаючи проти впровадження африкаанс як мови навчання в школах.
Персонаж Сарафіна (Лелеті Хумало) відчуває сором за те, що її мати (Міріам Макеба) погодилася на роль домашньої прислуги в будинку білих в апартеїдній Південній Африці, і надихає своїх однолітків підняти протест, особливо після того, як її вчителька Мері Масомбука (Вупі Голдберг) попадає у в'язницю. У першій сцені видно, як Сарафіна розмовляє, дивлячись на фотографію Нельсона Мандели, на той час він ще був у в'язниці. У пізнішій сцені Сарафіна знову говорить, дивлячись на фотографію Мандели на стіні, критикуючи його за те, що він довгий час відсутній і не реагує на прохання нації, обожнюючи його як людину, яка може змінити жахливу ситуацію, в якій перебуває Південна Африка.

## Актори
- Вупі Голдберг — Мері Масомбука
- Міріам Макеба в ролі Анджеліни
- Джон Кані як директор школи
- Мбонгені Нгема в ролі Сабели
- Лелеті Хумало — Сарафіна

## Виробництво

### Зйомки
Продюсер Анант Сінгх придбав права на екранізацію бродвейського мюзиклу Сарафіна! Після того, як жодна голлівудська студія не захотіла його фінансувати, Сінгх сам зібрав кошти, а серед інвесторів були BBC і французька компанія Revcom. На момент початку зйомок Нельсона Манделу було звільнено, а апартеїд скасовано, хоча расова напруга все ще була високою. Режисер Даррелл Рудт сказав: «Хоч наш проект все ще суперечливий і злий, він розповідається з більшою надією та духом примирення». На Каннському кінофестивалі 1991 року було оголошено, що Вупі Голдберг зіграє Мері Масомбука; вона, як повідомляється, була першою афро-американською актрисою, яка знімала проект у Південній Африці.
Зйомки фільму проходили в середній школі Морріса Айзексона в Соуето, Південна Африка. Морріс Айзексон був центром студентських повстань у Соуето 1976 року. Багато статистів і деякі з акторів брали участь у реальному русі опору в Соуето, тоді як Міріам Макеба була політичним вигнанцем. Сінгх сказав пресі, що фільм буде відрізнятися від інших фільмів на цю тему, де сюжет побудований з точки зору білих. «Коли люди запитують мене, чому у фільмі немає хорошого білого, — сказав Сінгх, — я кажу їм, що це один фільм, який не про білих. Багатьох акторів було заарештовано, поліція зламала їхні двері посеред ночі. Майже кожен мав або перший, або другий досвід роботи з рухом. Діти в акторському складі грали те, чим жили». Враховуючи расизм, який все ще був поширений у Південній Африці після апартеїду, існували побоювання, що зйомки сцен протестів і заворушень можуть розпалити вогонь. Щоб запобігти цьому, на ревізійній військовій техніці були нанесені знаки розрізнення «Сарафіна!» щоб переконати публіку, що там знімали фільм.
У Сполучених Штатах із фільму було видалено деякі сцени, які є занадто відвертими, щоб уникнути більш обмежувального рейтингу. MPAA оцінило фільм PG-13 за «сцени насильства, спричиненого апартеїдом»; Режисерська версія, яка була випущена на LaserDisc у 1993 році, отримала рейтинг R за «сильні сцени насильства».

## Сприйняття

### Подяки
Фільм був показаний поза конкурсом на Каннському кінофестивалі 1992 року, де його зустріли оваціями. Вупі Голдберг згадала в The Daily Show з Тревором Ноа (який сказав, що фільм став хітом у Південній Африці), що заворушення в Лос-Анджелесі через Родні Кінга відбулися в той самий час, що і вихід фільма Сарафіна!, що перешкодило шансам фільму на успіх у США. Фільм отримав 60 % балів «сертифікована свіжість» на Rotten Tomatoes.

### Звільнення
Miramax Films придбала внутрішні права на Сарафіну! у лютому 1992 року після перегляду 40 хвилин відеозйомки; у свою чергу Miramax ліцензувала ці права Disney після показу фільму в Каннах. Фільм вийшов на екрани 18 вересня 1992 року. Сарафіна! був перевипущений у Південній Африці 16 червня 2006 року на честь 30-ї річниці повстання Соуето в Соуето. Перероблена режисерська версія не сильно відрізняється від оригіналу, за винятком включення однієї сцени, вирізаної з оригіналу, між Лелеті Хумало (Сарафіна) та Міріам Макеба (мати Сарафіни), яка включає музичний номер «Дякую Мама».

### Збори
Сарафіна! зібрав $7 306 242 в США і Канаді. Це був четвертий найкасовіший фільм у Південній Африці за рік із касовими зборами 1,33 мільйона доларів.